# Sergio (film, 2020)
Pour les articles homonymes, voir Sergio.
Pour plus de détails, voir Fiche technique et Distribution.
Sergio est un film américain réalisé par Greg Barker, sorti en 2020.

## Synopsis
En 2003, l'histoire de Sérgio Vieira de Mello, diplomate des Nations unies envoyé en mission en Irak.

## Fiche technique
- Titre : Sergio
- Réalisation : Greg Barker
- Scénario : Craig Borten d'après le livre Chasing the Flame: One Man's Fight to Save the World de Samantha Power
- Musique : Fernando Velázquez
- Photographie : Adrian Teijido
- Montage : Claudia Castello
- Production : Daniel Marc Dreifuss, Wagner Moura et Brent Travers
- Société de production : Black Rabbit Media, Anima Pictures, Brazil Production Services, Desert Motion Pictures et Thai Occidental Productions
- Pays :  États-Unis
- Genre : Biopic, drame, historique et romance
- Durée : 118 minutes
- Dates de sortie : 
  - Netflix : 17 avril 2020

## Distribution
- Wagner Moura (VF : Eilias Changuel) : Sérgio Vieira de Mello
- Ana de Armas (VF : Claire Baradat) : Carolina Larriera
- Brían F. O'Byrne (VF : Nicolas Marié) : Gil Loescher
- Bradley Whitford (VF : Daniel Lafourcade) : Paul Bremer
- Garret Dillahunt (VF : Vincent Ropion) : Bill von Zehle
- Clemens Schick (VF : Loïc Houdré) : Gaby Pichon
- Will Dalton (VF : Jean-Baptiste Anoumon) : le sergent Andre Valentine
- Pedro Hossi (VF : Mathieu Buscatto) : le général Xanana Gusmão
- Sahajak Boonthanakit : Ieng Sary
- Clarisse Abujamra : Gilda Vieira de Mello
- Eduardo Melo : Laurent à 16 ans
- João Barreto : Adrien à 13 ans
- Vanja Freitas : Lourdes
- Vithaya Pansringarm : le président indonésien
- Sameera Asir : Nadya
- Heba Ghazali : Lynn

## Accueil
Le film a reçu un accueil mitigé de la critique. Il obtient un score moyen de 55 % sur Metacritic.